# 홍부리황새

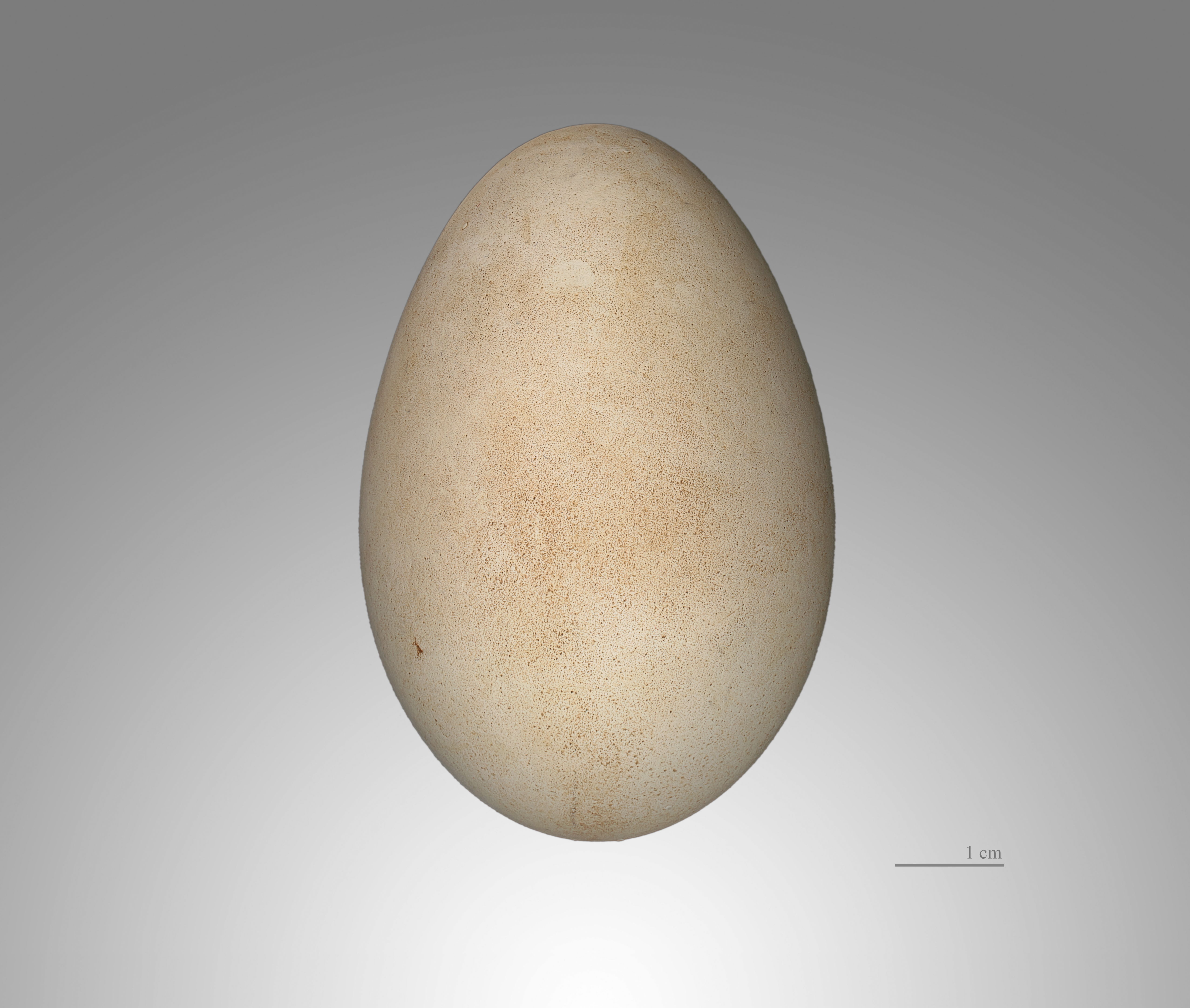
Ciconia ciconia

홍부리황새는 황새목 황새과에 속하는 새로 중부 유럽(이탈리아, 체코, 독일 등)에 서식하며, 아프리카에서 겨울을 난다. 부리가 붉은색을 띤다. 유럽황새, 백황새라고도 한다. 대부분의 동물원에서 볼 수 있는 황새가 이 홍부리황새다.